# Azer Bušuladžić
Azer Bušuladžić (Trebinje, Bosnia y Herzegovina, 12 de noviembre de 1991) es un futbolista bosnio que juega de centrocampista y se encuentra sin equipo tras abandonar el Vejle Boldklub.

## Clubes
| Club                 | País      | Año       |
| -------------------- | --------- | --------- |
| Vejle Boldklub       | Dinamarca | 2009-2013 |
| Odense BK            | Dinamarca | 2014-2016 |
| Dinamo Bucureşti     | Rumanía   | 2016-2017 |
| Atromitos de Atenas  | Grecia    | 2017-2019 |
| Arka Gdynia          | Polonia   | 2019-2020 |
| Atromitos de Atenas  | Grecia    | 2020-2021 |
| Anorthosis Famagusta | Chipre    | 2021-2022 |
| Vejle Boldklub       | Dinamarca | 2022-2024 |

## Palmarés

### Títulos nacionales
| Título         | Club                 | País   | Año  |
| -------------- | -------------------- | ------ | ---- |
| Copa de Chipre | Anorthosis Famagusta | Chipre | 2021 |